# Limburg-Arlon

Stammwappen der Herzöge von Limburg

Limburg-Arlon ist die Familie der Grafen und (ab 1140) Herzöge von Limburg vom 11. bis zum 13. bzw. 14. Jahrhundert. Sie kam Anfang des 13. Jahrhunderts durch Heirat in den Besitz der Grafschaften Berg und Luxemburg. Während die älteren Linien Berg und Limburg 1279 bzw. 1348 ausstarben, kam die Linie Luxemburg 1308 mit Heinrich VII. auf den deutschen Königsthron und wird seitdem als Haus Luxemburg bezeichnet. Eine jüngere Linie der Luxemburger wiederum kam in Frankreich zu Ansehen.

## Familiengeschichte
Die erste Erwähnung eines Grafen vom Limburg stammt aus der Zeit um 1061 mit dem egregius comes Udo de Lemborch (auserwählter Graf Udo von Limburg). Graf Heinrich I. wurde von 1101 von Kaiser Heinrich IV. zum Herzog von Niederlothringen ernannt. Im Machtkampf zwischen dem Kaiser und dessen Sohn (Heinrich V.) blieb Heinrich von Limburg dem alten Kaiser treu, wodurch er 1106 die Herzogswürde an Graf Gottfried I., Graf von Löwen, verlor. In der Folgezeit kam es zwischen den Häusern Limburg-Arlon und Löwen-Brabant zu fortwährenden Kämpfen um den Titel und das Amt des Herzogs von Niederlothringen. 1128 erhielt Heinrichs I. Sohn, Walram III. von Limburg (1119–1139), den Titel vom späteren Kaiser Lothar III., im Jahr 1139 verlieh Konrad III. ihn wieder den Brabantern. Die Situation wurde dann dadurch geklärt, dass Walrams Sohn Heinrich II. im Jahr darauf (1140) zum Herzog von Limburg ernannt wurde.
Durch die Ehe (1214) des Herzogs Walram IV. mit Ermesinde, Gräfin von Luxemburg als Tochter und Erbin des Grafen Heinrich IV. der Blinde, kam das Haus-Limburg-Arlon in den Besitz der Grafschaften Luxemburg, Durbuy und Laroche; da jedoch der Erbe Limburgs aus der ersten und der Erbe Luxemburgs aus der zweiten Ehe stammten, konnten die beiden Lehen nicht zusammengeführt werden.
Graf Heinrich IV. von Limburg heiratete etwa zeitgleich Irmgard von Berg, die Erbin der Grafschaft Berg, doch wurde auch diesmal – jetzt durch Erbteilung – eine Zusammenführung des Besitzes verhindert. Sowohl das Herzogtum Limburg als auch die Grafschaft Berg gingen wenig später durch das Aussterben der Familie verloren.
Graf Heinrich VII. aus der (jüngeren) Luxemburger Linie wurde 1308 zum deutschen König gewählt und 1312 zum Kaiser gekrönt; die kaiserliche Familie wird als Haus Luxemburg bezeichnet.
Vor der Thronbesteigung der Luxemburger hatte sich schließlich eine weitere Linie (Haus Luxemburg-Ligny) abgespalten, die sich später in Frankreich niederließ und dort unter dem Familiennamen de Luxembourg zahlreiche Grafen- und Herzogstitel erwarben, darunter den Titel eines Duc de Luxembourg et de Piney († 1680) sowie eines Duc de Penthièvre et d’Étampes († 1624).

## Herkunft
In der Literatur wird seit langem die Folge Walram I. – Walram II. – Heinrich I. für die ersten Generationen des Hauses Limburg-Arlon angegeben.  Dabei sind Walram II. von Arlon als erster Graf von Limburg, und Judith/Jutta, Tochter von Herzog Friedrich II. von Niederlothringen und Erbin von Limburg, die Eltern Heinrichs.
Andererseits wird um 1061 – zu Lebzeiten Walrams II. – ein egregrius comes Udo de Lemborch (auserwählter Graf Udo von Limburg) erwähnt. Dies hat zur Folge, dass Walram II. und Udo als eine Person angesehen wird, der man häufig den Namen Walram-Udo gibt.
Schwennicke (1999, siehe unten) u. a. geben nun eine davon abweichende Genealogie an. Nach ihm sind Walram II. und Udo zwei verschiedene Personen, wobei Walram II. Graf von Arlon und Ehemann Judiths bleibt, aber nicht als Graf von Limburg erwähnt wird. Udo ist um 1061 Graf von Limburg (bei Schwennicke: ein Graf von Limburg, der wohl Udo hieß) und mit Judith/Jutta verheiratet, einer Tochter von Herzog Friedrichs Bruder Giselbert, Graf von Salm. Die Zusammenführung der Grafschaften Arlon und Limburg erfolgt hier über Heinrich I., der als Sohn des ersten Grafen von Limburg, also vermutlich Udos in erster Ehe die Erbtochter Walrams II. von Arlon heiratete. Diese – und nicht Heinrichs II. (zweite) Ehefrau Adelheid von Pottenstein – wäre dann auch die Mutter der nachfolgenden Generation.

## Stammliste
- Siehe Stammliste des Hauses Limburg-Arlon